# Одноклассницы (фильм, 2016)
«Одноклассницы» — российский комедийный фильм режиссёра Дмитрия Суворова. Премьера фильма состоялась
16 июня 2016 года.

## Сюжет
Фильм начинается со срыва свадьбы Кати: внезапно появившаяся любовница жениха стала виновницей драки. Затем нам показывают проблемы Кати на работе: ей нужно прорекламировать китайские трусы с ширинкой, причём рекламировать должен популярный в Китае актёр Дмитрий Хрусталёв. Кате ставят ультиматум: или она добивается согласия Хрусталёва, или её увольняют.
После этого нам показывают жизнь подруг Кати: организатора свадеб Вики, психолога Светы и трактористки Даши. Затем зритель возвращается к попыткам Кати уговорить Хрусталёва. Она даже устраивается подрабатывать в кафе, чтобы приставать с просьбами сняться в рекламе трусов и там. Кате удаётся добиться своего только тогда, когда она рассказывает Хрусталёву о том, насколько он популярен в Китае. Однако Хрусталёв напоминает ей, что она не замужем. Кандидат в мужья вскоре находится ― им оказывается бывший одноклассник Слава, который случайно врезается в машину Кати. 
Катя приглашает своих подруг на свадьбу, причём Свете эта новость дарит скандал в семье. Вика организует свадьбу и собирает многих одноклассников и одноклассниц Кати: вечно соперничающих Настю и Марину, неразлучных друзей Сашу и Гришу, красавца Данилу и многих других. Пьянка в разгаре и шампанское льётся рекой, но тут случается то, чего никто не мог ожидать — в самый разгар праздника Катя застаёт своего жениха с пышногрудой блондинкой. Невеста в истерике. Она запирается в номере и говорит, что готова выйти за первого встречного, лишь бы не за него. 

## В ролях
| Актёр               | Роль           |
| ------------------- | -------------- |
| Светлана Ходченкова | Вика           |
| Екатерина Вилкова   | Света          |
| Ольга Кузьмина      | Катя           |
| Валентина Мазунина  | Даша           |
| Антон Макарский     | Виктор         |
| Дмитрий Хрусталёв   | камео          |
| Арарат Кещян        | Михаил         |
| Илья Любимов        | Андрей         |
| Роман Юнусов        | Слава          |
| Денис Косяков       | Вася           |
| Ян Цапник           | начальник Кати |
| Полина Филоненко    | Настя          |
| Яна Кошкина         | Марина         |
| Данила Якушев       | Гриша          |
| Евгений Кулик       | Саша           |

## Критика
Евгений Ухов из веб-портала «Film.ru» описал фильм:

Бестолковая цыганщина с морем алкоголя, грязными танцами и несмешными шутками. Имитация романтики, имитация комедии, имитация внимания к зрителю.
Иван Афанасьев из веб-издания «Котонавты» отметил:

Юмор в фильме построен целиком и полностью на высмеивании всего того, от чего любому русскому человеку должно быть стыдно. И речь отнюдь не о самоиронии. Речь о смехе над несуразными, тупыми, ущербными, неудачниками, уродами, в которых, как в заявлении Жоры Крыжовникова, узнаётся «кино про нас».
Дмитрий Сосновский из «Российской газеты» заявил:

Смотреть фильм «Одноклассницы» без слёз очень трудно — и это не фигура речи. От тотального дурновкусия и идиотизма этой «комедии» действительно хочется плакать. И выть.
Вера Алёнушкина из веб-портала «Киноафиша» похвалила фильм:

Был бы драйв (а он есть), были бы гэги (а их достаточно), была бы музыка да известные актёры (а их больше десятка: Светлана Ходченкова, Екатерина Вилкова, Илья Любимов, Антон Макарский, Дмитрий Хрусталёв и т. д.) — вот вам и формула успеха, собственно.